# Zwangsbedingung
Als Zwangsbedingung wird in der analytischen Mechanik eine Einschränkung der Bewegungsfreiheit eines Ein- oder Mehrkörpersystems bezeichnet. Dadurch nimmt die Anzahl der Freiheitsgrade eines Systems ab. Zwangsbedingungen führen zu Zwangskräften.
Systeme mit Zwangsbedingungen können besonders gut beschrieben werden durch
- die Lagrangesche Formulierung der klassischen Mechanik
- die Hamiltonsche Formulierung der klassischen Mechanik
- das D’Alembertsche Prinzip
- das Prinzip der virtuellen Leistung.

## Unterscheidung

### Bezüglich Integrabilität
Im Folgenden wird stets ein {\displaystyle N}-Teilchensystem in 3 Raumdimensionen betrachtet. Ohne Zwangsbedingungen bräuchte man für den Ortsvektor jedes Teilchens 3 Raumkoordinaten, somit insgesamt {\displaystyle 3N} Raumkoordinaten, um das gesamte System zu beschreiben. Diese Koordinaten werden fortlaufend durchnummeriert:
{\displaystyle {\begin{array}{l}{\vec {r}}_{1}=(x_{1},x_{2},x_{3})\\{\vec {r}}_{2}=(x_{4},x_{5},x_{6})\\\vdots \\{\vec {r}}_{N}=(x_{3N-2},x_{3N-1},x_{3N})\end{array}}}

#### Holonome Zwangsbedingungen
Holonome Zwangsbedingungen können als Gleichungen zwischen den Koordinaten {\displaystyle x_{i}} des Systems formuliert werden ({\displaystyle s}: Anzahl der holonomen Zwangsbedingungen):
{\displaystyle f_{l}(x_{1},x_{2},\ldots ,x_{3N},t)=0\quad \mathrm {mit} \;l=1,\ldots ,s}
Die {\displaystyle 3N} Koordinaten lassen sich mit {\displaystyle s} unabhängigen holonomen Zwangsbedingungen auf {\displaystyle n=3N-s} unabhängige generalisierte Koordinaten {\displaystyle q_{i}} reduzieren, die automatisch die Zwangsbedingungen erfüllen müssen:
{\displaystyle x_{i}=x_{i}(q_{1},q_{2},\ldots ,q_{n},t)\quad \mathrm {mit} \;i=1,\ldots ,3N\;\mathrm {und} \;n=3N-s}
{\displaystyle \Rightarrow f_{l}(x_{1}(q_{1},\ldots ,q_{n},t),\ldots ,x_{3N}(q_{1},\ldots ,q_{n},t),t)=0\quad \mathrm {mit} \;l=1,\ldots ,s\;\mathrm {und} \;n=3N-s}
Holonome Zwangsbedingungen sind mit dem vollständigen Differential einer Funktion darstellbar:
{\displaystyle {\begin{aligned}{\frac {\partial f_{l}}{\partial x_{1}}}\mathrm {d} x_{1}+{\frac {\partial f_{l}}{\partial x_{2}}}\mathrm {d} x_{2}+\ldots +{\frac {\partial f_{l}}{\partial x_{3N}}}\mathrm {d} x_{3N}+{\frac {\partial f_{l}}{\partial t}}\mathrm {d} t&=0\\\Leftrightarrow a_{l1}\cdot \mathrm {d} x_{1}+a_{l2}\cdot \mathrm {d} x_{2}+\ldots +a_{l,3N}\cdot \mathrm {d} x_{3N}+a_{lt}\cdot \mathrm {d} t&=0\end{aligned}}}
und somit integrierbar.
Denn notwendig für die Integrabilität ist, dass die Koeffizientenfunktionen {\displaystyle a_{li}} folgende Integrabilitätsbedingung erfüllen:
{\displaystyle {\begin{aligned}{\frac {\partial a_{li}}{\partial x_{k}}}&={\frac {\partial a_{lk}}{\partial x_{i}}}\\\Leftrightarrow {\frac {\partial ^{2}f_{l}}{\partial x_{i}\,\partial x_{k}}}&={\frac {\partial ^{2}f_{l}}{\partial x_{k}\,\partial x_{i}}}\quad \quad i,k\in \{1,\ldots ,3N\},\end{aligned}}}
was bei holonomen Bedingungen automatisch gegeben ist ({\displaystyle f_{l}} zweimal stetig differenzierbar, siehe Satz von Schwarz).
Das vollständige Differential läuft darauf hinaus, dass jede holonome Zwangsbedingung als eine Gleichung der Geschwindigkeiten darstellbar ist:
{\displaystyle {\begin{alignedat}{5}&a_{l1}\cdot \mathrm {d} x_{1}&&+a_{l2}\cdot \mathrm {d} x_{2}+\ldots &&&+a_{l,3N}\cdot \mathrm {d} x_{3N}&&&&+a_{lt}\cdot \mathrm {d} t&&&&&=0\\\Leftrightarrow &a_{l1}\cdot {\frac {\mathrm {d} x_{1}}{\mathrm {d} t}}&&+a_{l2}\cdot {\frac {\mathrm {d} x_{2}}{\mathrm {d} t}}+\ldots &&&+a_{l,3N}\cdot {\frac {\mathrm {d} x_{3N}}{\mathrm {d} t}}&&&&+a_{lt}&&&&&=0\end{alignedat}}}

#### Anholonome Zwangsbedingungen
Nicht-holonome oder auch anholonome Zwangsbedingungen können nicht als Gleichungen zwischen den Koordinaten formuliert werden. Die generalisierten Koordinaten, die in solchen anholonomen Zwangsbedingungen erscheinen, sind i. A. nicht unabhängig voneinander variierbar.
Es handelt sich z. B. um Ungleichungen, wie Beschränkungen auf einen bestimmten Raumbereich:
{\displaystyle \,f(q_{1},q_{2},\ldots ,q_{n},t)>0}
oder um differentielle, nicht-integrable Zwangsbedingungen, wie Gleichungen zwischen den Geschwindigkeiten (Bsp. für {\displaystyle r} anholonome Zwangsbedingungen):
{\displaystyle \sum _{i}a_{li}\cdot \mathrm {d} q_{i}+a_{lt}\cdot \mathrm {d} t=0\ ,\quad l=1,\ldots ,r}
Nicht-integrabel heißt dabei, dass die Gleichung – anders als bei holonomen Zwangsbedingungen – nicht als vollständiges Differential einer Funktion darstellbar ist. Somit wird hier die Integrabilitätsbedingung von den Koeffizientenfunktionen nicht erfüllt:
{\displaystyle {\frac {\partial a_{li}}{\partial q_{k}}}\neq {\frac {\partial a_{lk}}{\partial q_{i}}}\quad \quad i,k\in \{1,\ldots ,n\}}

### Bezüglich Zeitabhängigkeit
Weiterhin werden Zwangsbedingungen bez. ihrer Zeitabhängigkeit unterschieden in:
- rheonom (fließend), wenn sie explizit von der Zeit abhängen.
- skleronom (starr), wenn sie nicht explizit von der Zeit abhängen.

Skleronome Zwangsbedingungen führen bei Anwendung des Lagrange’schen Formalismus in der Regel zu der Feststellung, dass das Potential nicht implizit von der Zeit abhängt. Ist das Potential nun auch nicht explizit zeitabhängig, so sind die Kräfte konservativ und die Energie ist erhalten.
In diesem Fall ist die Hamiltonfunktion – die Legendre-Transformierte der Lagrange-Funktion – gleich der Gesamtenergie.
Dagegen lassen holonom-rheonome Zwangsbedingungen nicht direkt den Schluss auf eine Nicht-Erhaltung der Energie zu.

## Beispiele

Die Länge des Fadens bleibt konstant, das Pendel wird auf eine Kreisbahn gezwungen

### Das Pendel: holonom und skleronom
Der Stab eines ebenen Pendels (d. h. nur 2 Raumdimensionen) soll stets die gleiche Länge {\displaystyle l} besitzen, muss also aufgrund des Satzes von Pythagoras folgende Zwangsbedingung erfüllen (Anzahl der Zwangsbedingungen: {\displaystyle s=1}):
{\displaystyle f_{1}(x_{1},x_{2})=0\quad \mathrm {mit} \;x_{1}=x,x_{2}=y}
{\displaystyle \Leftrightarrow x^{2}+y^{2}-l^{2}=0}
Dabei bildet der Auslenkungswinkel {\displaystyle \varphi } des Pendels aus der Senkrechten die generalisierte, einzige Koordinate, da {\displaystyle n=2N-s=1}. Die Koordinaten {\displaystyle x} und {\displaystyle y} des Kugelmittelpunktes hängen von {\displaystyle \varphi } ab (Annahme: {\displaystyle x} nach rechts, {\displaystyle y} nach unten, Ursprung im Aufhängungspunkt):
{\displaystyle {\begin{aligned}x=l\cdot \sin \varphi \\y=l\cdot \cos \varphi \end{aligned}}}
Die generalisierte Koordinate erfüllt automatisch die Zwangsbedingung:
{\displaystyle {\begin{aligned}(l\cdot \sin \varphi )^{2}+(l\cdot \cos \varphi )^{2}-l^{2}=0\\\Leftrightarrow l^{2}\cdot (\sin ^{2}\varphi +\cos ^{2}\varphi -1)=0\end{aligned}}}
da allgemein gilt:
{\displaystyle \sin ^{2}\varphi +\cos ^{2}\varphi =1}
Dies ist ein Beispiel für eine holonome Zwangsbedingung und, da sie nicht explizit von der Zeit abhängt ({\displaystyle f_{1}\neq f_{1}(t)}), für eine skleronome Zwangsbedingung.
Vollständiges Differential der Zwangsbedingung:
{\displaystyle {\begin{alignedat}{3}&{\frac {\partial (x^{2}+y^{2}-l^{2})}{\partial x}}\mathrm {d} x&&+{\frac {\partial (x^{2}+y^{2}-l^{2})}{\partial y}}\mathrm {d} y+{\frac {\partial (x^{2}+y^{2}-l^{2})}{\partial t}}\mathrm {d} t&&&=0\\\Leftrightarrow &2x\cdot {\frac {\mathrm {d} x}{\mathrm {d} t}}&&+2y\cdot {\frac {\mathrm {d} y}{\mathrm {d} t}}&&&=0\\\Leftrightarrow &x\cdot {\frac {\mathrm {d} x}{\mathrm {d} t}}&&+y\cdot {\frac {\mathrm {d} y}{\mathrm {d} t}}&&&=0\end{alignedat}}}
Die Geschwindigkeits-Komponenten des Pendels lassen sich in der generalisierten Koordinate wie folgt ausdrücken (aufgrund der Zwangsbedingung kann sich die Kugel nur senkrecht zum Stab bewegen; Annahme hier: Bewegung nach rechts oben):
{\displaystyle {\begin{aligned}{\frac {\mathrm {d} x}{\mathrm {d} t}}&=v\cdot \cos \varphi \\{\frac {\mathrm {d} y}{\mathrm {d} t}}&=-v\cdot \sin \varphi \end{aligned}}}
mit dem Betrag {\displaystyle v=l\cdot {\frac {\mathrm {d} \varphi }{\mathrm {d} t}}} der gesamten Geschwindigkeit.
Einsetzen der generalisierten Koordinate in die Zwangsbedingung in Form des vollständigen Differentials:
{\displaystyle \Rightarrow (l\cdot \sin \varphi )\cdot (v\cdot \cos \varphi )+(l\cdot \cos \varphi )\cdot (-v\cdot \sin \varphi )=0}
das somit ebenfalls automatisch erfüllt ist.

### Teilchen in Kugel: anholonom und skleronom
Ein Teilchen sei in einer Kugel eingesperrt. Das bedeutet mathematisch, dass die Entfernung des Teilchens vom Mittelpunkt der Kugel (Koordinatenursprung) stets kleiner sein muss als der Radius R der Kugel:
{\displaystyle {\sqrt {x^{2}+y^{2}+z^{2}}}<R}
{\displaystyle \Leftrightarrow x^{2}+y^{2}+z^{2}<R^{2}}
Da diese Zwangsbedingung aus einer Ungleichung besteht, ist sie nichtholonom, und darüber hinaus, da sie nicht explizit von der Zeit abhängt, auch skleronom.